# 越南公安部
越南公安部（越南语：／），是越南政府的一个部，负责警察、治安、消防、边防等工作。设越南共产党中央公安党委，设书记和副书记各1人。越南公安系统共有21万人，其中警察10万人。警察实行统一的规章制度并实行将、校、尉警衔制。

## 内设机构
- 部长、党委书记：梁三光上将
- 副部长、党委副书记：陈国祖上将
- 办公厅(V11)：主任阮名共少将
- 后勤-技术总局（原名后勤工程总局，第四总局）：总局长Lê Văn Minh中将。全国共有4000余人，总局机关有500人，下设参谋局(H42)、装备与技术管理局(H44)、营房与基本建设局(H45)、环境与科学技术管理局(H46)、联络通信局(H47)、信息技术局(H49)、卫生局(H50)、管理局(H51)、运输仓库局(H52)、机要局、公产管理与财务会计室(H55)、业务机器与电子技术研究所(H56)、业务材料与化学生物技术研究所(H57)、19-8医院、30-4医院、199医院、传统医学医院、Gmobile移动通信公司（英语：Gmobile）、白藤公司、巴定公司、升龙公司、汽车技术公司等。各省公安厅设有后勤处，各县公安局设有后勤大队。[1]
- 人民公安警察总局（原名预防和打击犯罪总局，第六总局）：总局长范文永中将、副总局长杜金线[2]。设总局办公室、总局监察室、总局党委监察委员会、警察参谋局(C42)、政治局、后勤-业务局、调查警察机关办公室(C44)、毒品犯罪打击与预防局(C56)、社会秩序犯罪调查局(C45)、经济管理秩序与职务犯罪调查警察局(C46)、毒品犯罪调查警察局(C47)、职务犯罪调查警察局(C48)、环保犯罪调查警察局 (C49)、预防打击高技术犯罪警察局(C50)、罪犯追缉警察局(C52)、社会秩序行政管理警察局(C64)、居住登记管理与人口数据警察局(C72)、警察业务档案局(C53)、技术与外线警察局 (C51)、刑事科学研究院(C54)。
- 社会秩序与安全管理总局（第七总局，已并入第六总局）：副总局长杜挺毅 副局长陈文卫少将。
- 执法与司法支援总局（第八总局）：总局长Nguyễn Ngọc Bằng少将。下设：参谋局(C82)、刑事执行监督与司法支援局(C83)、看守所管理局(C84)、监狱管理局(C85)、教育改造与社区融入局(C86)、后勤-技术局(C87)、总局监察(C88)、政治局(C90)、业务教育与培训中心、总局直属监狱。
- 警卫司令部(K10)：
- 机动警察司令部 (K20)：司令阮文旺中将，政委Đỗ Đức Kính中将。2009年11月12日设立该司令部。
- 国际关系局(V12)：局长陈家强（Trần Gia Cường）少将
- 财务局(V22)：局长Nguyễn Tiến Bền少将
- 法制与行政手续改革司法局(V19)：局长Nguyễn Ngọc Anh少将。越南实现2013-2020年阶段行政手续、公民证件简化和居民管理数据库创建总体提案国家指委会（简称896号指委会）办事机构设在该局。
- 推动全民维护祖国安全运动局(V28)：局长Nguyễn Văn Khảo少将
- 监察局(V24)：局长Nguyễn Văn Lưu少将
- 公安部党委监察委员会(V31)：常务副书记Trần Công Viên少将
- 消防与搜救局(C66)：2014年8月26日从第七总局下属局级单位升级为公安部下属单位。局长Đoàn Việt Mạnh少将。 消防与搜救警察局下辖15个单位：参谋处（一处）、防火审查检查与火灾调查处（二处）、 防火审批处（三处）、灭火工作处（四处）、后勤处(五处)、促进防火灭火与救难救护全民运动宣传处（六处）、易燃易爆处理调查指导处（七处）、救护救难业务指导处（八处）、防火灭火与救难救护工具管理处（九处）、防火灭火与救难救护科学研究咨询与技术转移中心、北部区域防火灭火与救难救护工作国家服务中心、干部组织处、政治工作处、后勤处。在13个省、直辖市已设立消防公安厅（局），50个省公安局下属消防与搜救警察处。2015年，将有20个省、直辖市消防公安厅（局）。[3]
- 规划与投资局(H43)：局长Đồng Văn Sơn少将
- 交通警察局(C67)：局长Trần Sơn Hà少将。2015年1月20日正式成立。下设参谋处（一处，交通警察信息指挥中心）、政治处（二处）、后勤处（三处）、交通安全秩序法律普及宣传处（四处）、交通事故调查处理指导处（五处）、交通工具检定登记指导处（六处）、驾照管理考试指导处（七处）、交通导引控制组织指导处（八处）、道路交通巡逻控制指导处（九处）、 高速公路交通巡逻控制指导处（十处）、铁路交通秩序安全组织指导处（十一处）、内河航运犯罪打击预防工作处（十二处）、内河交通巡逻控制指导处（十三处）、第一艇队、第二艇队、第三艇队、业务教育与学习驾驶训练中心。
- 公安科学研究院(V21)：院长Trần Minh Thư 少将
- 越南公安部出入境管理局
- 越南公安部辦公室 主任:蘇恩蘇（To An Xo）

## 历史
1945年8月9日为越南公安成立日。1946年2月21日，胡志明主席签署命令，在内务部之下成立越南警察局。首任局长Nguyễn Dương（1946年3月22日——6月7日），继任局长Lê Giản。1952年8月，继任局长Trần Quốc Hoàn。
1953年2月16日，胡志明签署命令，设立公安副部（Thứ Bộ Công an），越南劳动党中央委员陈国环任公安副部的副部长。1953年8月29日，越南政府决定把公安副部升格为公安部，部长陈国环。1959年边防部队改称人民武装警察部队，隶属于公安部。1960年9月劳动党三大选出新的中央政治局，陈国环任政治局候补委员。1962年7月20日，公安部开始实行警衔制。 1975年8月1日的越南第十届国会三次会议决定把内务部与公安部合并为新的内务部。1979年下半年，由于国境线上的军事战斗冲突，人民武装警察部队改称边防部队，并由内务部转隶国防部；1988年由国防部转隶内务部；1995年底再次转隶国防部。
1980年副总理范雄兼任内务部长。1998年内务部更名为公安部。2002年，组建了新的内务部，其职权类似于中国的民政部。
2013年12月9日，越南共产党总书记签发命令，在公安部机动警察司令部实行政治委员制。2014年3月25日越南政府发布了修改、补充公安部职能、任务、权限和组织机构第77/2009/NĐ-CP号议定的第21/2014/NĐ-CP号议定。2014年11月17日，越南总理签署命令，自2015年1月1日起，改革公安部内设机构，8个总局合并为6个，其中力量建设总局更名为政治总局。